# Shelton'08
Con il nome Shelton'08 Intel indica una piattaforma hardware che è stata presentata il 3 giugno 2008 dedicata ai sistemi mobile e desktop di fascia molto economica. Il produttore ha dichiarato che i dispositivi basati su piattaforma Shelton'08 possono essere commercializzati a prezzi inferiori ai 250 $.

## Obiettivi di Shelton'08
Attraverso la nuova piattaforma, Intel non punta ad offrire il massimo delle prestazioni ma, grazie al costo d'acquisto estremamente contenuto, addirittura inferiore a quello disponibile già da tempo con le soluzioni basate sul processore Celeron (in particolare le sue diverse varianti Celeron D, Celeron (serie xxx), Celeron Dual Core e Celeron M), mira alla conquista del mercato dei dispositivi portatili e dei PC di fascia più bassa.
Uno dei progetti a cui Intel tiene molto e ha dato un forte impulso allo sviluppo di tale piattaforma è il cosiddetto Intel ClassMate, ovvero l'alter ego del progetto OLPC che punta a realizzare notebook da soli 100 $ destinati ai paesi in via di sviluppo. Mentre il progetto OLPC infatti è basato su un processore AMD, Intel ha nel frattempo sviluppato un intero sistema (il ClassMate appunto) per poter competere nella nuova lotta commerciale nei mercati emergenti.

## Caratteristiche tecniche
La piattaforma Shelton'08 è basata sul processore Diamondville, realizzato a 45 nm, che viene commercializzato con il marchio Atom; si tratta di un nuovo nome commerciale che Intel ha creato a inizio 2008 per indicare non solo le CPU Diamondville destinate ai sistemi più economici, ma anche quelle basate sul core Silverthorne che è invece alla base della piattaforma Menlow (che viene commercializzata con il nuovo nome di Centrino Atom) espressamente pensata per i sistemi ultra portatili UMPC e MID.
Il processore Diamondville viene commercializzato direttamente saldato alla scheda madre e raffreddato da un dissipatore passivo, per un costo complessivo di circa 50 $. In un primo tempo si trattava esclusivamente di soluzioni single core ma successivamente, a partire da settembre 2008, sono arrivate anche varianti dual core, sebbene in questo caso si tratti di soluzioni espressamente dedicate al settore desktop, che anzi all'inizio sembrava che venissero commercializzate addirittura con il marchio Celeron (probabilmente della serie 3xx), mentre poi hanno mantenuto il marchio Atom.
I chipset che possono essere impiegati sono l'i945GSE (di Intel) o il SiS 671; da tempo Intel utilizza chipset sviluppati dalla taiwanese SiS per le proprie soluzioni di fascia bassa, così da poterne sfruttare il costo ridotto. Per quanto riguarda la soluzione Intel, si tratta di una variante dell'i945, presentato ormai nel lontano 2005, che integra un sottosistema video DirectX 9.0 e supporto a memoria DDR2 single channel. È inoltre presente un modulo Wi-Fi 802.11 g ed il supporto a dispositivi di memorizzazione SSD (Solid State Drive - dischi a stato solido).
Il sistema operativo di riferimento suggerito da Intel è Microsoft Windows Vista nella sua edizione "Basic", in considerazione sia del costo ridotto della piattaforma che delle specifiche hardware; il raffreddamento è passivo (non solo per la CPU per l'intero sistema), così da diminuire ulteriormente il costo generale dei componenti richiesti per la costruzione del sistema. Il consumo complessivo della piattaforma si aggira attorno agli 8 W.
Secondo Intel, la piattaforma Shelton'08 offre prestazioni paragonabili alla seconda generazione della piattaforma Centrino, conosciuta con il nome in codice di Sonoma e basata sul processore a 90 nm Dothan.
Tra i produttori impegnati nell'uso della nuova piattaforma figurano ASUS e Shuttle Inc.. La prima è impegnata dal Netbook di piccole dimensioni (e costo) Eee PC, mentre la seconda produce da tempo sistemi SFF (Small Form Factor), ovvero soluzioni desktop dalle dimensioni molto contenute.

## Shelton'08: da non confondere con Shelton
A partire dal 2004 Intel aveva iniziato a parlare del processore Shelton, ovvero una variante del primo Pentium M Banias, privo della cache L2 e pensato per i soli mercati asiatici e sudamericano. Successivamente, tale CPU è stata utilizzata anche nei dispositivi embedded.
Non è chiaro come mai Intel abbia scelto come nome della sua piattaforma uno molto simile a quello di un progetto già esistente, differenziandolo solo per il suffisso che ricorda l'anno di introduzione, ma è certo che i 2 progetti sono completamente indipendenti sia dal punto di vista hardware sia dagli obiettivi perseguiti.

## Il successore
Intel non ha ancora rilasciato notizie ufficiali riguardo al successore della piattaforma Shelton'08, che dovrebbe comunque essere basata sul processore Pineview.